# Thierry Lefébure
Pour les articles homonymes, voir Lefébure.
 (octobre 2008).
Si vous disposez d'ouvrages ou d'articles de référence ou si vous connaissez des sites web de qualité traitant du thème abordé ici, merci de compléter l'article en donnant les références utiles à sa vérifiabilité et en les liant à la section « Notes et références ».
Thierry Lefébure est un avocat et lobbyiste français né dans le 16e arrondissement de Paris le 28 mars 1949 et mort à Argentière le 13 août 2009.

## Biographie

### Famille
Il est le fils de Max Lefébure, chef d'entreprise, et Fanchette Meunier-Godin.

### Formation
Il est diplômé en droit privé de l'université Paris-X Nanterre, ancien élève de l'Institut d'études judiciaires (IEJ) de l'Université de Paris-II Panthéon-Assas et ancien élève de l'Institut d'études politiques (IEP) de Paris.

### Carrière
Ancien avocat au Barreau de Paris, Thierry Lefébure a été conseiller dans plusieurs cabinets ministériels (Justice, Anciens Combattants, Commerce extérieur), puis au cabinet du président de l'Assemblée nationale, Jacques Chaban-Delmas, et enfin au ministère de l'Économie, des finances et de la privatisation, chargé de la communication des dossiers de privatisation.
De 1977 à 1986, il a été conseil auprès du directoire, puis directeur de la communication et des relations extérieures du Groupe Hoechst Roussel-Uclaf (aujourd'hui Sanofi Aventis).
Président fondateur d'Entreprises & Médias, association française des directeurs de communication, puis de l'Association française des conseils en lobbying (AFCL).
Il est président-directeur général de TL&A, vice-président de la Fondation Concorde et enseigne à l'Université de technologie en sciences des organisations et de la décision de Paris-Dauphine et à l'Institut de la communication et des nouvelles technologies (ICOMTEC) de l'IAE de Poitiers (Université de Poitiers). Il a été délégué général de la Fédération des professionnels de l'intelligence économique (FEPIE) en 2006-2007.
Il a assuré auprès du ministre de la Défense, de février à juillet 2008, les fonctions de conseiller spécial en communication stratégique chargé de la mise en place de la réforme de la défense nationale.

### Vie personnelle
Marié en 1986 à la journaliste Ghislaine Ottenheimer, il a deux filles avec elle.

## Publications
- Lobby or not to be, Plume, 1991
- Marianne la muette : les politiques savent-ils communiquer ?, Les Presses du management (LPM), 2000 -  (ISBN 2-87845-463-4)